# アンゲヴァンテ・ケミー
アンゲヴァンテ・ケミー (Angewandte Chemie / アンゲバンテ・ヘミーとも、ドイツ語発音: [ˈʔaŋɡəˌvantə çeˈmiː]、「応用化学」の意) はドイツ化学会誌であり、現在Wiley-VCHより出版されている週刊の査読付き学術雑誌である。略記はAngew. Chem.。アメリカ化学会誌やネイチャー ケミストリーなどとともに化学分野の総合学術雑誌として高いインパクトファクターを誇る。2024年現在のインパクトファクターは16.9。
1887年に創刊された。世界各国、化学全般における研究者より投稿される論文はピアレビューにより精査され、基準を満たすもののみが掲載される。
週に1回刊行され、2－4ページ程度の速報、数十ページの総説が掲載されている。かつてはドイツ語での論文がほとんどであったが、英語版のアンゲヴァンテ・ケミー・インターナショナル・エディション（Angewandte Chemie International Edition、略記はAngew. Chem., Int. Ed.）が1962年から刊行されている。またグラフィカルアブストラクト、その号の主要論文をイラスト入りで取り上げた表紙、「Early View」（特に重要な論文をオンラインで先行して配信する）など先駆的な取り組みを行い、これらは他の学術雑誌に大きな影響を与えている。

## 歴史
1887年、フェルディナント・フィッシャーがZeitschrift für die Chemische Industrie（化学工業雑誌）を創設した。1888年、雑誌名は Zeitschrift für Angewandte Chemie（応用化学雑誌）に変更され、巻数はもう一度振り直された。この雑誌名は1941年の終わりにDie Chemie（化学）に変更された。1920年まで、雑誌はSpringer Verlagによって出版され、1921年にVerlag Chemieに移った。第二次世界大戦のため、1945年4月から1946年12月まで出版されなかった。1947年、現在の雑誌名Angewandte Chemieで出版が再開された。
1962年、英語版がAngewandte Chemie International Edition in English（ISSN 0570-0833、CODEN ACIEAY、略称Angew. Chem. Int. Ed. Engl.）として始められ、元のドイツ語版とは別の巻数が付けられた。1998年第37巻の始めに雑誌名から "in English" が抜け落ちた。
これまで複数の雑誌がAngewandteに統合されている（1947年のChemische Technik/Chemische Apparatur、1990年のZeitschrift für Chemieなど）。